# Sikträsket (Lycksele socken, Lappland, 718662-163143)
Sikträsket är en sjö i Lycksele kommun i Lappland och ingår i Umeälvens huvudavrinningsområde. Sjön har en area på 2,8 kvadratkilometer och ligger 264,9 meter över havet.

## Delavrinningsområde
Sikträsket ingår i det delavrinningsområde (718751-163184) som SMHI kallar för Utloppet av Sikträsket. Medelhöjden är 284 meter över havet och ytan är 12,91 kvadratkilometer. Räknas de 4 avrinningsområdena uppströms in blir den ackumulerade arean 42,74 kvadratkilometer. Sikträskbäcken som avvattnar avrinningsområdet har biflödesordning 3, vilket innebär att vattnet flödar genom totalt 3 vattendrag innan det når havet efter 170 kilometer. Avrinningsområdet består mestadels av skog (73 procent). Avrinningsområdet har 3,08 kvadratkilometer vattenytor vilket ger det en sjöprocent på 23,9 procent.